# ماديسين شيبمان
ماديسين شيبمان (بالإنجليزية: Madisyn Shipman)‏ هي ممثلة أمريكية من مواليد 20 نوفمبر 2002. بدأت التمثيل في سنة 2009.

## سيرة شخصية
ولدت شيبمان في كينجز ماونتن بولاية نورث كارولينا. هي الأكبر من بين أربعة أطفال ووالداها جين وتريسي شيبمان.

## مشوارها وظيفي
عندما كانت في الخامسة من عمرها بدأت العمل مع وكالة المواهب  التي ساعدتها في الحصول على 3 أدوار مختلفة في ساترداي نايت لايف بالإضافة إلى أدوار في شارع سمسم وعلى المسرح. ظهرت في مسرحية إنرون في برودواي عام 2010. وعام 2015 ألقيت دور البطولة بالدور كينزي بيل في المسلسل التلفزيوني نيكيلوديون مبتكري الألعاب الذي أنتجه دان شنايدر. تقوم شيبمان أيضًا بكتابة الأغاني والعزف على الجيتار منذ أن كانت في الثامنة من عمرها.

## أعمال

### الأدوار التليفزيونية والسينمائية
| عام       | عنوان               | وظيفة    | ملاحظات                        |
| --------- | ------------------- | -------- | ------------------------------ |
| 2009-2011 | ساترداي نايت لايف   | مختلف    | 3 حلقات                        |
| 2010      | شارع سمسم           | ماديسين  | حلقة واحدة                     |
| 2012      | الحب الحديث         | مادي     | فيلم تلفزيوني                  |
| 2015-2019 | لعبة الهزازات       | كنزي     | دور أساسي                      |
| 2015-2017 | ويسكر هافن          | زهر      | دور صوتي 5 حلقات               |
| 2015      | فيلم الفول السوداني | البنفسجي | فيلم؛ الدور الصوتي             |
| 2016      | عالم عادي           | سالومي   | فيلم                           |
| 2017      | هنري دينجر          | كنزي     | كروس أوفر خاص: " ألعاب الخطر " |
| 2019      | أحمر روبي           | النباتية | سلسلة الويب الدور الرئيسي      |